# Isodemis hainanensis
Isodemis hainanensis is een vlinder uit de familie van de bladrollers (Tortricidae). De wetenschappelijke naam van de soort is voor het eerst geldig gepubliceerd in 2011 door Ying-Hui Sun & Hou-Hun Li.

## Type
- holotype: "male. 15.IV.2009. genitalia slide no. SYH09042"
- instituut: ICCLS, Nankai University, Tianjin, China
- typelocatie: "China, Hainan Province: Mt. Wuzhi Nature Reserves, 18°52'N, 109°40'E, 740 m"